# Halictus subsenilis
Halictus subsenilis är en biart som beskrevs av Blüthgen 1955. Halictus subsenilis ingår i släktet bandbin, och familjen vägbin. Inga underarter finns listade i Catalogue of Life.